# Hexalectris spicata
Hexalectris spicata là một loài thực vật có hoa trong họ Lan. Loài này được (Walter) Barnhart mô tả khoa học đầu tiên năm 1904.